# Ли Каншэн
Ли Каншэ́н (кит. 李康生, пиньинь Lǐ Kāngshēng; р. 21 октября 1968) — тайваньский актёр и режиссёр. Обладатель кинопремии «Золотая лошадь».

## Биография
Ли Каншэн вырос в бедной семье, которая жила на пенсию отца, ветерана гражданской войны. Ли вместе с братом посещал частную подготовительную школу. Вместе они поступали в университет для изучения киноискусства, брату удалось поступить, а Ли провалил вступительные экзамены. После этого он сменил несколько работ, был официантом, страховым агентом, полицейским. В 1989 году случай свёл его в зале игровых автоматов с начинающим режиссёром Цаем Минляном. Хотя Ли не имел никакого актёрского опыта, он согласился сыграть небольшую роль в телефильме Цая «Все углы мира». В дальнейшем у них сложилось долгое и плодотворное сотрудничество. Цай впоследствии вспоминал, что упрямство Ли, который не желал играть свою роль так, как хотел того режиссёр, заставило его изменить свой взгляд на режиссуру. Вместо того, чтобы заставлять актёров неукоснительно следовать сценарию, он решил давать им большую свободу для импровизации. В 1991 году Цай снял ещё один фильм для телевидения — «Мальчишки», в котором Ли сыграл подростка, отбирающего деньги у ребят младше него.
В 1992 году Ли исполнил главную роль в первом кинофильме Цая «Бунтари неонового бога». В этом фильме родителей его героя играли Лу И-Чин и Мяо Тиэнь, все трое представали в образе одной семьи и в двух других фильмах Цая: «Река» (1997) и «А у вас который час?» (2001). Во всех этих фильмах Ли предстаёт в роли дезориентированного, бедного духовно и социально изолированного тайбэйского бездельника. Этот образ он отшлифовал и довёл до совершенства. Значительная часть этого образа строилась на личном опыте актёра. Так Ли сам девять месяцев переживал такую же боль в шее, как его герой в фильме «Река». Эмоциональная реакция Ли на смерть его отца во время съёмок фильма «Дыра» в 1998 году вдохновила Цая на создание картины «А у вас который час?».
В перерыве между работами у Цая в фильмах «Да здравствует любовь» (1994) и «Река» Ли снялся у другого начинающего тайваньского режиссёра Лина Ченшена в двух первых его киноработах: «Дрейфующая жизнь» и «Сладкое вырождение». В 1998 году Ли впервые снялся за пределами Тайваня, исполнив главную мужскую роль в фильме «Обыкновенные герои» гонконгского режиссёра Энн Хёй.
С начала 2000-х годов Ли стал пробовать себя в режиссуре. В 2001 году он работал в качестве ассистента режиссёра над документальным фильмом Цая «Беседа с богом». В 2003 году Ли снял свой первый художественный фильм — «Пропавший». Изначально планировалось, что фильм будет короткометражным и будет демонстрироваться в паре с таким же короткометражным фильмом Цая «Прощай, „Таверна дракона“». В ходе съёмок последнего в изначальную задумку уложиться не удалось, и картина вышла полнометражной. Продолжительность своего фильма Ли так же увеличил. Тем не менее, в Китая фильмы демонстрировались вместе. «Пропавший» был удостоен наград на международных кинофестивалях в Пусане в 2003 году и Роттердаме в 2004 году.
В 2007 году вышел второй полнометражный фильм, срежиссированный Ли — «Эрос, помоги!». На этот раз он сам написал сценарий и исполнил главную роль. Цай Минлян выступил в качестве исполнительного продюсера фильма. Фильм участвовал в конкурсной программе Венецианского кинофестиваля. В 2014 году многолетнее сотрудничество с Цаем наконец принесло Ли Каншэну первую крупную награду — за роль в фильме «Бродячие псы» он получил премию «Золотая лошадь» как лучший актёр. В том же 2014 году Ли пережил сердечный приступ, кроме того, усилились последствия травмы шеи, полученной им ещё в молодости, из-за чего он вынужден был сократить рабочую нагрузку, но продолжил сниматься у Цая и других режиссёров.

## Фильмография

### Актёр
- Все углы мира (1991, телефильм)
- Мальчишки (1991, телефильм)
- Бунтари неонового бога (1992)
- Да здравствует любовь (1994)
- Дрейфующая жизнь (1996)
- Сладкое вырождение (1997)
- Река (1997)
- Дыра (1997)
- Обыкновенные герои (1999)
- А у вас который час? (2001)
- Мост исчез (2002, короткий метр)
- Прощай, «Таверна дракона» (2003)
- Капризное облако (2005)
- Не хочу спать одна (2006)
- Эрос, помоги! (2007)
- Лицо (2009)
- Красота 2012 (2012)
- Ходок (2012, короткий метр)
- Бродячие псы (2013)
- Письма с Юга (2013, короткий метр)
- Путешествие на Запад (2014)
- Жильцы снизу (2016)

### Режиссёр
- Пропавший (2001)
- Эрос, помоги! (2007)
- 24 часа в Тайбэе (2009, сегмент «Память»)
- Одна вера (2016, короткий метр)